# Dichiarazione di Bangkok
La Dichiarazione di Bangkok (in inglese: ASEAN Declaration) è il documento fondatore dell'Associazione delle Nazioni del Sud-est asiatico. È stato firmato a Bangkok l'8 agosto 1967 dai cinque stati fondatori dell'ASEAN: Indonesia, Malaysia, Filippine, Singapore e Thailandia.